# 熱容量
热容量，又称热容，是热力学中的一个物理量，表示物质的温度每升高一個單位所吸收的熱量。热容量的国际单位制单位是焦耳每开尔文{\displaystyle {\text{J}}\cdot {\text{K}}^{-1}}。
热容量是一个。对应的是比熱容，由物体的热容除以质量得出。将物质的热容量除以摩尔数得到摩尔热容。容積熱容是单位体积的热容量。在建筑和土木工程中，建筑物的热容量通常称为热质量。

## 定义

### 基本定义
物体的热容量，用{\displaystyle C}表示，定義為
{\displaystyle C=\lim _{\Delta T\to 0}{\frac {\Delta Q}{\Delta T}}={\frac {dQ}{dT}}}
其中，{\displaystyle \Delta Q}是所需的热量，{\displaystyle \Delta T}是使物体的温度升高。
使用该公式得出的热容量的值通常会因物体的起始温度{\displaystyle T}和施加在物体上的压力{\displaystyle P}的不同而出现较大差异。特别地，它通常会随着相變（如熔化或汽化）而发生显著变化（见熔化热和汽化热）。因此，热容量应当被视为一个有两个参数的函数{\displaystyle C(P,T)}。

### 随着温度变化
当在较小的温度差和压力差中计算热容量时，可以忽略热容量随着温度和压力的变化。例如，质量为1磅的铁块从起始温度T = 25 ℃和气压P = 1 atm测量时的热容量约为204 {\displaystyle {\text{J}}\cdot {\text{K}}^{-1}}。该值对于温度在15 ℃到35 ℃、气压在0 atm到10 atm之间都是很好的近似，在该范围内，精确值变化很小。可以说，同样的204 J的热量可以使铁块的温度从15 ℃到16 ℃，或从34 ℃到35 ℃，误差可忽略不计。

### 不同热力学过程下均相系统的热容量

#### 等压热容
根据热力学第一定律，有
{\displaystyle \mathrm {d} Q=\mathrm {d} U+P\mathrm {d} V.}
恒压下，提供给系统的热量會用作做功和造成内能变化。这种过程下的热容量称为等压热容，记作{\displaystyle C_{P}}。

#### 等容热容
若過程中體積不變，則{\displaystyle \mathrm {d} V=0}，於是{\displaystyle \mathrm {d} Q=\mathrm {d} U}。
換言之，等容过程系统不会做体积功，因此外界提供的热量仅导致系统内能变化。这种过程下的热容量称为等容热容，记作{\displaystyle C_{V}}，其值总是小于等压热容{\displaystyle C_{P}}。

#### 理想气体的热容量
對於理想氣體，有迈耶公式：
{\displaystyle C_{P}-C_{V}=nR.}
{\displaystyle C_{P}/C_{V}=\gamma ,}
其中，
{\displaystyle n}是气体的摩尔数，
{\displaystyle R}是氣體常數，
{\displaystyle \gamma }是绝热指数（可以通过气体分子的自由度计算）。
通过以上两个关系式，可以推导出理想气体的热容量：
{\displaystyle C_{V}={\frac {nR}{\gamma -1}},}
{\displaystyle C_{P}=\gamma {\frac {nR}{\gamma -1}}.}

#### 等温过程
若過程中溫度不變，則系統内能没有变化，所以供给的热量僅轉化為系統做的功，因此需要无穷的热量来使系统温度升高单位温度。该种情况下，系统“热容”没有良好定义，亦可视为无穷大。

#### 相变过程
经历相变的系统的热容量是无穷大的，因为此时其从外界吸收的热量仅用于改变物质的相态而不是提高温度。

### 不均勻物體
即使对于由不同材料制成的不均勻物体，热容量也可能是明确定义的，例如电动机、装有金属的坩埚或一座建筑物。在许多情况下，这些物体的（等压）热容量可以通过简单地将各个部分的（等压）热容量相加来计算。
但是，只有在测量前后物体的所有部分受到相同的气压时，该计算才有效。在一些情况下这是不可能的。例如，在弹性容器中加热一定量的气体时，即使容器外的气压保持恒定，容器的体积和其内部的压力也会增加。在这种情况下，气体的有效热容量介于其等压热容量{\displaystyle C_{\mathrm {P} }}和等容热容量{\displaystyle C_{\mathrm {V} }}之间。
对于具有多个相互作用的部分和狀態變數的复杂热力学系统，上述简单的热容量定义是没有用的，甚至无意义的。同樣，對於測量條件既不是恒定气压也不是恒定体积，或者温度明显不均匀的情况，也是如此。在宏观和微观尺度下，所提供的热能最终變成动能（运动能量）和势能（储存在力场中的能量）。那么温度的变化将取决于系统在初始和最终状态之间通过相空間的特定路径。也就是说，我们必须以某种方式说明物质的位置、速度、气压、体积等在初始和最终状态之间如何变化；并利用热力学的一般工具来预测系统对小能量输入的反应。“恒定体积”和“恒定气压”加热模式只是简单均相系统可以遵循的无穷多条路径中的两条。

## 测量
热容量通常可以借由其定义式来测量：给定均匀温度的物体，吸收已知的热量，待其温度变得均匀，测量温度的变化；热量与温度差之比即为热容量。对于热容量随温度变化不大的系统（例如大部分固体），这种方法可以测出较准确热容值；对于热容随温度变化较大的系统（例如气体），该种测量并不准确。

## 单位

### 国际单位制
热容量的国际单位制单位是焦耳每开尔文{\displaystyle {\text{J}}\cdot {\text{K}}^{-1}}或{\displaystyle {\text{J}}/{\text{K}}}。由于温度升高1摄氏度与1开尔文相同，因此该单位也可用{\displaystyle {\text{J}}/^{\circ }\!{\text{C}}}表示。
物体的热容量是能量与温度的变化的比，量纲为{\displaystyle {\text{L}}^{2}\cdot {\text{M}}\cdot {\text{T}}^{-2}\cdot \Theta ^{-1}}。因此，{\displaystyle {\text{J}}\cdot {\text{K}}^{-1}}相当于二次方米千克每二次方秒每开尔文{\displaystyle {\text{m}}^{2}\cdot {\text{kg}}\cdot {\text{s}}^{-2}\cdot {\text{K}}^{-1}}。

### 卡路里
卡路里也是热量的单位，符号为cal。
- 1卡路里（亦称克卡路里、小卡路里）等同于4.184 J。該定義是为了使1克液态水的热容量为1 {\displaystyle {\text{cal}}/^{\circ }\!{\text{C}}}。
- 1千卡路里（亦称千克卡路里、大卡路里，符号kcal或Cal）等同于1000 cal，即4184 J。1千克液态水的热容量为1 {\displaystyle {\text{kcal}}/^{\circ }\!{\text{C}}}。

若使用卡路里作为热量的单位，則热容量的单位是
{\displaystyle 1\ {\text{cal}}/^{\circ }\!{\text{C}}=4.184\ {\text{J}}/{\text{K}}}
或
{\displaystyle 1\ {\text{kcal}}/^{\circ }\!{\text{C}}=4184\ {\text{J}}/{\text{K}}.}

## 负热容
大多数物理系统的热容量为正。然而，有一些系统的热容量是负的；这看似违反热力学定律，但实则不然，因这类系统是不严格处于热力学平衡的不均匀系统。负热容系统的例子有：內有引力作用的系統（如恒星和星系），和一些接近相变的由几十个原子构成的纳米团簇。负热容会导致负温度。

### 恒星和黑洞
根据维里定理，对于像恒星或星际气体云这样的自引力体，平均势能{\displaystyle U_{\text{pot}}}和平均动能{\displaystyle U_{\text{kin}}}總是滿足關係
{\displaystyle U_{\text{pot}}=-2U_{\text{kin}}.}
因此总能量{\displaystyle U=U_{\text{pot}}+U_{\text{kin}}}符合
{\displaystyle U=-U_{\text{kin}}.}
如果系统损失能量，例如向太空辐射能量，平均动能实际上会增加。如果温度由平均动能定义，则该系统可以说具有负热容。
一个更极端的版本出现在黑洞中。根据黑洞热力学，黑洞吸收的质量和能量越多，它就会变得越冷。相比之下，如果它通过霍金輻射放出的能量多於吸收的能量，則会变得越来越热，直到完全蒸發。

### 後果
根据热力学第二定律，当两个不同温度的系统僅以热傳遞方式相互作用时，热量会从高温系统流向低温系统。因此，如果此类系统具有相同的温度，则它们处于熱平衡状态。然而，只有当系统具有正热容时，这种平衡才是稳定的。对于这样的系统，当热量从温度较高的子系统流向温度较低的子系统时，前者的温度降低，后者的温度升高，故温度差异会迫使两子系统回到平衡状态。相比之下，对于热容为负的系统，高温子系统的温度会随着热量的损失而进一步升高，低温系统的温度会进一步降低，从而远离平衡。这意味着负热容系统的热力学平衡是不稳定的。
例如，根据理论，黑洞越小（质量越小），其史瓦西半徑越小，其事件視界的曲率越大，温度也越大。因此，黑洞越小，放出的热辐射就越多，蒸发的速度也就越快。

## 相关书目
- Encyclopædia Britannica, 2015, "Heat capacity (Alternate title: thermal capacity) （页面存档备份，存于）".